# Principe d'annualité budgétaire
Le principe d'annualité budgétaire est l'un des cinq grands principes budgétaires des finances publiques en France.

## Origine
Le principe d'annualité budgétaire est l'un des plus vieux des principes budgétaires français. Il est issu du principe du consentement annuel à l'impôt de  l'article 14 de la Déclaration des droits de l'homme et du citoyen. Il n'est cependant réellement appliqué que sous la Restauration avec la loi de finances du 26 mai 1817.
Cette règle sera formulée expressément par les règlements généraux sur la comptabilité publique des 31 mai 1838 et 31 mai 1862. Le principe est gravé dans le marbre juridique de la Cinquième République par l'ordonnance de 1959, dont les articles 2 et 16 posent trois raisons :
- celle de l'antériorité exigeant que la loi de finances soit votée avant le début de l'année budgétaire ;
- celle selon laquelle les autorisations données par le Parlement ne sont valables qu'un an ;
- celle selon laquelle les dispositions de la loi de finances doivent être exécutées entre le 1er janvier et le 31 décembre de l'année budgétaire.

## Concept

### Définition
Le principe d'annualité budgétaire consiste à fixer à une année la durée de l'exercice budgétaire. En d'autres termes, l'autorisation budgétaire donnée par la loi de finances n'est valable que pour une année. Cela empêche la puissance publique de prélever un impôt permanent sans l'autorisation des représentations de la nation. 
Ce principe signifie aussi que l'autorisation de dépenses donnée par la loi de finances ne couvre qu'une année : il n'est normalement plus possible de procéder à aucune dépense à l'expiration de l'autorisation, quand bien même tous les crédits n'auraient pas été dépensés.
Au nom du principe d'antériorité, le budget de l'État doit être voté avant le début de chaque année budgétaire.

### Justification du principe
Le principe d'annualité est originellement justifié par la structure économique de l'époque qui l'a vu naître. En effet, aux XVIIIe et XIXe siècles, l'agriculture constituait le centre de l'activité économique et assurait l'essentiel des recettes budgétaires. Comme elle était soumise à un rythme annuel, le cycle économique et budgétaire se sont calqués sur le cycle agricole.
Un autre argument, plus technique, a été avancé. Dans la mesure où le budget de l'État se base sur des prévisions, il est nécessaire que la période qu'il couvre ne soit pas trop importante sous peine d'une perte de précision dans les prévisions.
Il y a également une justification politique à ce principe. En effet, pour avoir un contrôle efficace du Parlement et une vision claire du budget il a été jugé nécessaire que de façon périodique le gouvernement demande l'autorisation au Parlement de prélever l'impôt, réaliser des dépenses. On a estimé la période d'un an raisonnable à cet égard.

## Fonctionnement du principe
La quasi-totalité des pays appliquent la règle de l'annualité budgétaire. Mais l'année budgétaire ne commence pas partout au même moment car il faut choisir un moment où le parlement pourra élaborer la loi de finances dans les meilleures conditions possibles.
En France, l'année budgétaire commence donc le 1er janvier mais elle commence le 1er avril en Grande-Bretagne et le 1er octobre aux États-Unis.
En ce qui concerne la mise en œuvre du principe, il est important de déterminer selon quels critères les opérations de dépenses et de recettes seront rattachées au budget. Deux théories s'affrontent.

### Système de comptabilité de caisse
Également appelé comptabilité de gestion.
Le système de comptabilité de caisse est le système qui était appliqué en France au budget de l'État avant l'entrée en vigueur de la LOLF.
Il consiste à rattacher toutes les opérations de dépenses et de recettes effectuées à l'année où elles ont été effectivement soldées, quelle que soit leur année d'origine.

### Système de comptabilité d'exercice
Le système de la comptabilité d'exercice était appliqué en France sous la Restauration, il est plus rigoureux que le précédent. 
Il consiste à rattacher à l'année budgétaire les dépenses et les recettes qui ont juridiquement pris naissance au cours de cette année, même si ces opérations sont soldées après l'expiration de l'année budgétaire.
La comptabilité d'exercice est reconnue dans la LOLF sous les articles 27 al. 1 et 30.

### Système de comptabilité de coût des actions
Cette comptabilité consiste à compléter l'information du Parlement sur les moyens budgétaires affectés à la réalisation des actions prévues au sein des programmes (art. 27 al. 2 LOLF ). Elle permet aussi de mesurer la performance des administrations. Associée avec la comptabilité budgétaire de caisse (art. 28 LOLF) et la comptabilité générale en droit constaté(articles 27 al. 1 et 30), elles forment désormais la nouvelle comptabilité publique. C'est : la « triple comptabilité ».

## Dérogations au principe d'annualité budgétaire
Il est en effet possible de déroger à ce principe, sous différentes formes.

### Dérogations infra-annuelles
L'absence de majorité stable sous la IIIe et la IVe République, ainsi que la faible rationalisation du parlementarisme, ont conduit à l'absence de vote de lois de finances avant le début de l'exercice fiscal suivant. Dans le cas où le vote du budget n'était pas acquis au 31 décembre, on arrêtait symboliquement les pendules du Parlement. Une méthode, dite des « douzième provisoire » a été mise en place pour assurer la continuité de la puissance publique. Elle consistait à voter la reconduction des crédits budgétaires sur la base d'un douzième mois (par mois de retard) des crédits accordés au titre de l'année précédente. 
Inapplicable sous la Ve République, la technique est encore employée en droit de l'UE.
Il est parfois nécessaire, en raison de la difficulté des prévisions, de voter une loi de finances rectificative, ces lois sont les seules à pouvoir modifier le budget de l'État en cours d'année aujourd'hui. L'autre dérogation infra-annuelle est le décret d'avance. Il permet au Gouvernement de majorer les crédits limitatifs et d'en ouvrir, sans demander l'autorisation du Parlement, qui devra tout de même ratifier le décret, a posteriori. Ces décrets sont encadrés par des conditions variables selon qu'il y ait simple urgence ou « urgence et nécessité impérieuse d'intérêt général ».

### Dérogations supra-annuelles
Mais il est aussi parfois nécessaire que l'on accorde des dérogations qui excèdent l'année budgétaire. Cela s'impose notamment pour le développement des investissements de l'État. Dans la période de l'après-guerre, de très longs travaux ont vu le jour, la taille de ces travaux exigeait de dépasser le cadre annuel. Les politiques économiques keynesiennes de planification ont également aidé à dépasser le simple cadre annuel.

#### Autorisation de programme
L'autorisation de programme a été créée pour déroger au principe d'annualité budgétaire. Cette technique est prévue aux articles 1,2 et 12 de l'ordonnance de 1959. Elle détermine les crédits maximum qu'un ministre pourra engager dans une opération d'investissement pendant les années à venir.
Ces crédits sont donc autorisés par la loi de programme, les paiements seront effectués au rythme de la réalisation des travaux. 
L'autorisation de programme est votée sans limitation de durée, elle doit être annulée par une loi de finances. Elle peut être révisée pour tenir compte d'une modification technique ou d'un changement de prix.

#### La loi de programme
La loi de programme est prévue par l'article 34 de la constitution de 1958 qui dispose que '"les lois de programme déterminent les objectifs de l'action économique et sociale de l'État"'. Elle est également prévue à l'article 2 de l'ordonnance de 1959. Cependant, ces lois de programme sont dépourvues de toute force juridique. Aux termes de l'article 2 de l'ordonnance de 1959, elles n'engagent l'État que dans la limite des autorisations de programme. Elles ne servent donc qu'à compléter une autorisation de programme.

## Aménagements du principe d'annualité budgétaire

### Reports de crédits
Cette technique offre la possibilité à un service d'utiliser, l'année suivante, le reliquat des crédits inutilisés au cours de l'année d'autorisation. Elle permet d'éviter le gaspillage des crédits en fin d'année pour les utiliser entièrement et ainsi ne pas se voir diminuer son budget l'année suivante. Elle est cependant strictement encadrée et loin d'être possible dans tous les cas, elle nécessite un arrêté conjoint entre le ministre des finances et le ministre concerné par le report de crédits avant le 31 mars de l'année suivante (N+1).

### Engagement par anticipation
Cette technique permet d'utiliser par anticipation des crédits qui ne seront ouverts qu'au titre de l'année suivante. Cette technique est évidemment encadrée très strictement elle aussi :
- elle est possible pour les dépenses ordinaires, autre que le personnel, à partir du 1er novembre de chaque année et dans la limite du quart des crédits de l'année en cours ;
- elle est également possible en ce qui concerne les dépenses relatives aux soldes et à l'alimentation des armées, ainsi qu'au versement de pensions civiles, et ce uniquement encore durant les deux derniers mois de l'année seulement.

## Bouleversements de ce principe apportés par la LOLF
La loi organique relative aux lois de finances (LOLF) bouleverse le principe d'annualité budgétaire.
L'autorisation de programme est désormais remplacée par l'autorisation d'engagement. Elle ne concerne plus seulement les grands travaux et les dépenses d'investissement, mais également les autres types de dépenses : fonctionnement, subvention, personnel avec des dispositions spécifiques pour celle-ci (article 8 et article 15 II).
L'autre changement apporté par la LOLF concerne le système de rattachement des opérations de recettes et de dépenses au budget de l'année de leur fait générateur (de leur naissance juridique). Dans son article 30, elle dispose que "la comptabilité générale de l'État est fondée sur le principe de la constatation des droits et obligations. Les opérations sont prises en compte au titre de l'exercice auquel elles se rattachent, indépendamment de leur date de paiement ou d'encaissement."
Dans la continuité de la réforme impulsée par la LOLF, la révision constitutionnelle du 23 juillet 2008 créé les lois de programmation des finances publiques, définies à l'article 34 : « Les orientations pluriannuelles des finances publiques sont définies par des lois de programmation. Elles s'inscrivent dans l'objectif d'équilibre des comptes des administrations publiques. ». Ces lois concernent l'évolution des finances publiques à un horizon pluriannuel, au minimum de trois ans mais qui peut aller au-delà, à l'image de la loi de programmation des finances publiques pour 2014-2019. Si la normativité de ces lois est limitée, elle a été accrue à l'occasion de la ratification, en octobre 2012, du traité européen sur la stabilité, la coordination et la gouvernance, qui régit la discipline budgétaire au sein de 25 pays membres de l'Union européenne. Désormais, les LPFP doivent définir la trajectoire des soldes effectif et structurel des administrations publiques, en vue de la réalisation de l'objectif de moyen terme (cet objectif doit correspondre au respect des différents seuils de déficit et de dette exigés par les règles européennes en matière budgétaire). Ces LPFP intègrent la pratique du budget triennal qui définit un ensemble de plafonds. La première loi de finances concerné par le budget triennal respecte à la fois les plafonds de dépenses par missions et les répartitions de crédits par programmes, la loi de finances de la deuxième année peut déroger à la répartition des crédits par programmes et la loi de finances de la troisième année peut aussi déroger aux plafonds par missions.